# FC Gagra
El FC Gagra (en georgiano: გაგრა) es un club de fútbol de Georgia, que actualmente juega en la Erovnuli Liga.

## Historia
El nuevo club se formó como FC Gagra en el 2004 en la Regionuli Liga, donde el club logró el ascenso a la Pirveli Liga.
El Gagra perdió en los periodos de 2005-06, 2006–07, 2007-08 los ascensos, y no pudo jugar en la Umaglesi Liga. Pero después que el original campeón de la Pirveli Liga, el FC Magharoeli Chiatura se retirara, Gagra tomó su lugar. Gagra ganó la primera Liga en la temporada 2010-2011, y se convirtió en el ganador de la Copa, al derrotar al FC Torpedo Kutaisi 1-0 en la prórroga.

### Récord en las competiciones
| Año     | Posición | División     |
| 2010-11 | 1st      | Pirveli Liga |

## Participaciones en competiciones de la UEFA
Tras ganar la copa en la temporada 2010-11, se ganó un cupo para jugar la segunda ronda de clasificación de la Europa League ante el Anorthosis de Chipre. En su debut internacional, el FC Gagra fue aplastado en la por 3-0 en el partido de ida. En el partido de vuelta, el FC Gagra logró dominar el encuentro con un gol a los 6 minutos y marcando el segundo antes del final del primer tiempo, pero sería insuficiente para empatar el marcador global.
Diez años después volvería a las competiciones internacionales, esta vez clasificándose para la primera ronda de clasificación de la Conference League ante el Sutjeska de Montenegro. El partido de ida quedó en un reñido 1-1, luego el Sutjeska se impuso en la vuelta con un 1-0, sellando así la participación del FC Gagra.
| Temporada | Competición                   | Ronda            | Club       | Ida | Vuelta |
| --------- | ----------------------------- | ---------------- | ---------- | --- | ------ |
| 2011-12   | UEFA Europa League            | Clasificatoria 2 | Anorthosis | 2-0 | 0-3    |
| 2021-22   | UEFA Europa Conference League | Clasificatoria 1 | Sutjeska   | 0-1 | 1-1    |

## Galería

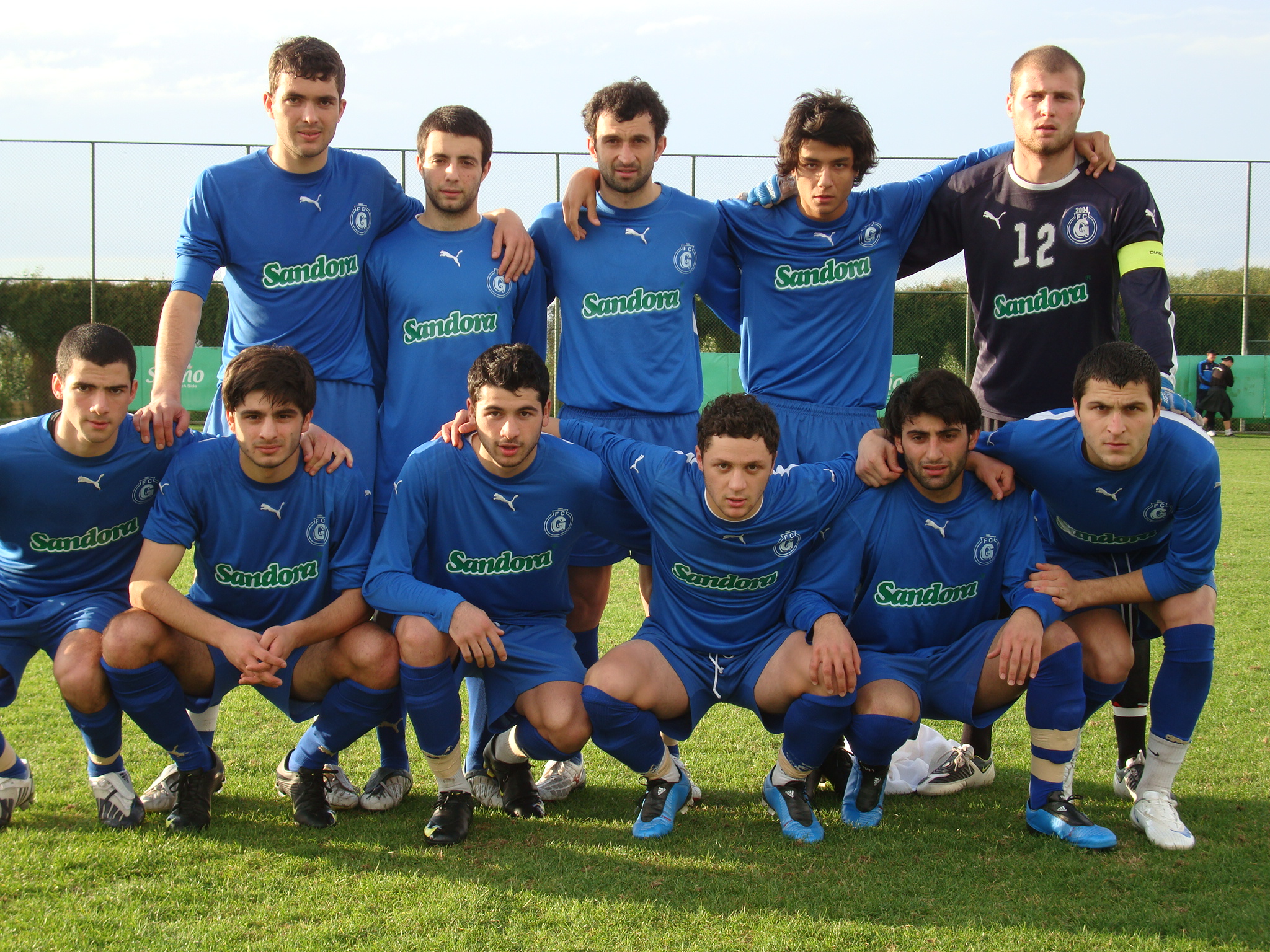
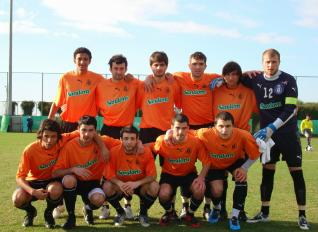

## Jugadores

### Jugadores destacados
- Tornike Okriashvili
- Giorgi Gabedava

### Personal
| Posición                 | Personal            |
| ------------------------ | ------------------- |
| Entrenador               | Anatoliy Piskovets  |
| Asistente del Entrenador | Zviad Jeladze       |
| Preparador Físico        | Shalva Nadiradze    |
| Entrenador de Porteros   | David Mamardashvili |

### Administración
| Cargo          | Nombre              |
| -------------- | ------------------- |
| Presidente     | Beso Chikhradze     |
| Vicepresidente | Goderdzi Chikhradze |

### Patrocinadores y fabricantes de la camiseta
| Período | Fabricante del kit | Patrocinador |
| ------- | ------------------ | ------------ |
| 2010–   | PUMA               | Sandora      |

### Máximos goleadores en este tiempo
| Posición | Jugador           | Goles | Años      |
| -------- | ----------------- | ----- | --------- |
| *1       | Abayomi Owonikoko | 17    | 2010-2011 |

## Honores
- Copa de Georgia (2): 2011, 2020